# Anomalops katoptron
Anomalops katoptron är en fiskart som först beskrevs av Bleeker, 1856.  Anomalops katoptron ingår i släktet Anomalops och familjen Anomalopidae. Inga underarter finns listade i Catalogue of Life.